# Rævestutteri
|  | Denne artikel er oprettet af botten Steenthbot ud fra en ekstern database. Den kan derfor have sproglige fejl eller mangler. Denne skabelon kan fjernes efter kontrol af indholdet. |

Rævestutteri er en dansk dokumentarfilm fra 1932.
Dele af filmen indgår i de dokumentariske optagelser Hajfiskeri, ræveavl, landbrug, fåreavl.

## Handling
Rævestutteri ved Ny Herrnhut i Grønland. Bestand på cirka 100 blåræve-par. Ungerne sælges til avl.